# Pieter Vijge
Pieter Vijge (Amsterdam, 8 juni 1907 - Utrecht, 24 september 1942) was een Nederlandse verzetsstrijder in de Tweede Wereldoorlog. Hij gaf in Putten leiding aan een kleine verzetsgroep. In maart 1942 werd hij aangehouden en een half jaar later geëxecuteerd wegens hulp aan de vijand.

## Levensloop
Vijge woonde op het moment dat de oorlog uitbrak in Putten en werkte op een fabriek. Hij moest niks hebben van de Duitsers en verzamelde een kleine verzetsgroep om zich heen. Vijge gaf het groepje jiujitsutraining. Verder oefenden ze met boksen, schermen en vuurwapens. De vuurwapens kreeg Vijge via zijn broer Ben die in Zaandam woonde. Begin 1941 werd Vijge al een keer gearresteerd in Barneveld, maar werd na een aantal dagen alweer vrijgelaten.
Halverwege 1941 dook de Arnhemse verzetsman Johnny de Droog onder in Putten en begon samen te werken met Vijge. In september 1941 publiceerden ze samen het pamflet Eén voor allen, allen éen, waarin ze fel van leer trokken tegen de vijand. Het blaadje verscheen dertien keer in een oplage van zo'n tweehonderd exemplaren. De groep-Vijge probeerde graanleveranties naar Duitsland te verstoren door strovoorraden en dorsmachines in brand te steken. Verder verzamelde ze geld voor de ondersteuning van vluchtelingen.
De Puttense NSB-burgemeester Frits Klinkenberg kwam De Droog begin maart 1942 op het spoor, op 7 maart om precies te zijn. Gerrit Coenraadts, behorende tot de groep van Vijge, werd namelijk gezocht voor een inbraak. Zijn twee zussen gingen voor hem pleiten bij Klinkenberg en vertelden dat hun broer bedreigd werd door een zekere kapitein Jansen, het alias van De Droog. Ze vertelden de burgemeester ook dat zowel hun broer, kapitein Jansen, Pieter Vijge en een aantal anderen ondergronds werk verrichtten.
De Droog en Vijge werden diezelfde avond nog door Klinkenberg opgepakt. Vijge was samen met zijn vrouw tijdelijk uitgeweken naar het huis van zijn medestrijder Hendrik Grevengoed in de Voorthuizerstraat. Vijge werd daar dezelfde avond nog gearresteerd, samen met Nico van Delen, Rijk Hooijer en Jelle van Veen. In het huis werden drie vuurwapens en tientallen exemplaren van Vrij Nederland aangetroffen. De Droog was vlak daarvoor al aangehouden. Klinkenberg had een actieve avond, want ook Gerrit Coenraadts werd direct thuis opgepikt en ingesloten op het Puttense politiebureau.
De volgende dag kwam Kriminalkommisar Walter Becker van de Arnhemse Sicherheitsdienst (SD) naar Putten voor ondervraging van de gevangenen. De SD was al langere tijd op zoek naar De Droog. Tijdens het verhoor haalde Becker hem over om voor de Sicherheitsdienst te gaan werken. De Droog bewees meteen zijn waarde, want dezelfde dag nog werden in Putten Bart Helsdingen en Henk Sonnenberg aangehouden. In respectievelijk Voorthuizen en Hoevelaken ondergingen Elbert van Donkersgoed en de leraar Frans Tromp hetzelfde lot. De arrestanten zaten meerdere dagen vast op het politiebureau, voordat ze werden overgebracht naar het Huis van Bewaring in Arnhem. Het was Vijge intussen duidelijk geworden dat De Droog was overgelopen, want hij smokkelde via het wasgoed een waarschuwingsbriefje naar buiten.
Vijge werd samen met Hooijer en Tromp ter dood veroordeeld wegens Feindbegünstigung (hulp aan de vijand). Op 24 september 1942 werden de drie mannen bij Fort De Bilt geëxecuteerd. Coenraadts, Van Delen, Helsdingen en Sonnenberg wachtte een jarenlange tocht langs Duitse gevangenissen en concentratiekampen.

## Postuum
In 1960 dook een afscheidsbrief van Rijk Hooijer op die door Vijge was geschreven. In zijn woonplaats Putten werd in 2010 een straat naar de Puttense verzetsman vernoemd: de Piet Vijgehof.